# تیم ملی والیبال مردان ایرلند شمالی
تیم ملی والیبال مردان ایرلند شمالی یک تیم والیبال متشکل از مردان والیبالیست کشور ایرلند شمالی است که به نمایندگی از این کشور در میادین بین‌المللی حاضر می‌شود.